# 電撃文庫ムービーフェスティバル
『電撃文庫ムービーフェスティバル』（でんげきぶんこムービーフェスティバル）は、2007年4月21日から同年8月31日まで日本で公開された映画興行の名称。

## 概要
メディアワークスから発行されているライトノベルのレーベル「電撃文庫」より3作品が3本立てでアニメーション映画化され、最終的に30箇所の映画館で上映された。
- 劇場版『灼眼のシャナ』（原作：高橋弥七郎、原作イラスト：いとうのいぢ、監督：渡部高志、アニメーション制作：J.C.STAFF）
- 劇場版『キノの旅 病気の国 -For You-』（原作：時雨沢恵一、原作イラスト：黒星紅白、監督：中村隆太郎、アニメーション制作：シャフト）
- 『いぬかみっ! THE MOVIE 特命霊的捜査官 仮名史郎っ!』（原作：有沢まみず、原作イラスト：若月神無、監督：草川啓造、アニメーション制作：セブン・アークス）

2006年10月21日に「秋葉原エンタまつり」において製作発表会見が行われた。
テレビでのPRは、関東ではチバテレビ・tvkなど独立UHF局（主にUHFアニメの放送時）で、関西では独立UHF局に加え、毎日放送（MBS） で土曜日に集中して行われ、MBSでは夕方にもCMが放映されていた。
2007年4月20日には、文化放送とラジオ大阪で、長谷川のび太と荘口彰久をパーソナリティとするラジオ番組「電撃文庫ムービーフェスティバル 前夜祭」が放送された。ゲストは釘宮理恵、高橋弥七郎、前田愛、時雨沢恵一、堀江由衣、有沢まみず。

## DVD
2007年9月21日に劇場版『灼眼のシャナ』のDVDがディレクターズカット仕様で発売された。
同年9月26日に『いぬかみっ! THE MOVIE 特命霊的捜査官 仮名史郎っ!』のDVDが発売された。
劇場版『キノの旅 病気の国 -For You-』については単体でのDVDが発売されず、2008年1月10日に限定版ビジュアルノベル『キノの旅「わたしの国」-Own Will-』に付属する形式で発売された。
なお、3作品のキャラが競演するオープニングアニメは、現在、アスキー・メディアワークスの通販サイト電撃屋.comでDVDとして販売されている。

## 上映館リスト
2007年4月21日から大都市を中心に上映されていたが、同年5月19日からは地方都市での上映館が追加され、順次日本全国で公開された。映画館によっては上映時期にかなりのずれがあった。また、上映期間も映画館ごとに差が大きくあり、1か月以上ある映画館もあれば、半月で終わる映画館もあった。
| 封切館（2007年4月21日〜）     |                                      |                  |
| 地区                          | 上映館                               | 上映期間         |
| 北海道                        | ユナイテッド・シネマ札幌             | 4月21日〜5月20日 |
| 東京都                        | 池袋シネマサンシャイン               | 4月21日〜5月31日 |
| 神奈川県                      | 川崎チネチッタ                       | 4月21日〜5月18日 |
| 千葉県                        | シネプレックス幕張                   | 4月21日〜5月13日 |
| 愛知県                        | ゴールド劇場                         | 4月21日〜6月01日 |
| 大阪府                        | テアトル梅田                         | 4月21日〜6月08日 |
| 兵庫県                        | シネカノン神戸                       | 4月21日〜5月18日 |
| 京都府                        | MOVIX京都                            | 4月21日〜5月18日 |
| 福岡県                        | ユナイテッド・シネマキャナルシティ13 | 4月21日〜5月20日 |
| 追加上映館（2007年5月19日〜） |                                      |                  |
| 地区                          | 上映館                               | 上映期間         |
| 青森県                        | シネマヴィレッジ8・イオン柏          | 6月30日〜7月13日 |
| 宮城県                        | 仙台フォーラム                       | 7月21日〜8月03日 |
| 東京都                        | AKIBA 3D THEATER                     | 7月07日〜7月20日 |
| 神奈川県                      | シネプレックス平塚                   | 6月09日〜6月24日 |
| 埼玉県                        | シネプレックス新座                   | 6月30日〜7月15日 |
| 茨城県                        | シネプレックス水戸                   | 5月19日〜6月03日 |
| 栃木県                        | 宇都宮テアトル                       | 6月30日〜7月16日 |
| 山梨県                        | 甲府東映セントラル                   | 6月23日〜7月08日 |
| 福井県                        | テアトルサンク                       | 6月09日〜6月29日 |
| 岐阜県                        | 大垣コロナシネマワールド             | 6月02日〜6月22日 |
| 三重県                        | 四日市中映シネマックス               | 7月21日〜8月03日 |
| 静岡県                        | 静岡東宝会館                         | 8月11日〜8月31日 |
| 和歌山県                      | ジストシネマ和歌山                   | 7月21日〜8月03日 |
| 岡山県                        | MOVIX倉敷                            | 6月09日〜6月22日 |
| 広島県                        | TOHOシネマズ緑井                     | 6月09日〜6月22日 |
| 広島県                        | シネマモード福山                     | 7月14日〜7月27日 |
| 香川県                        | ホール・ソレイユ                     | 7月14日〜7月27日 |
| 愛媛県                        | 大街道シネマサンシャイン             | 6月16日〜6月29日 |
| 愛媛県                        | アイシネマ今治                       | 8月18日〜8月31日 |
| 福岡県                        | シネプレックス小倉                   | 6月16日〜6月29日 |
| 熊本県                        | シネプレックス熊本                   | 5月26日〜6月10日 |

- 幕張メッセで行われた電撃15年祭開催に合わせ、同年11月24日〜25日にシネプレックス幕張で再上映された。